# Heinrich Escher
Heinrich Escher vom Glas (Zürich, 23 april 1789 - Hottingen, 9 februari 1870) was een Zwitsers politicus, jurist en hoogleraar.

## Biografie
Na zijn schooltijd in Zürich studeerde Heinrich Escher rechten in Heidelberg van 1810 tot 1811, maar hij voltooide deze studies niet. Van 1812 tot 1819 was hij vervolgens openbaar aanklager in Zürich. Nadien was hij tot 1831 prefect van het district Grüningen en lid van de Kantonsraad van Zürich. Van 1831 tot 1833 was hij vervolgens voorzitter van de strafrechtbank, om nadien tot 1839 lid te worden van de Regeringsraad van Zürich. Vanaf 1840 was hij actief als advocaat.
Daarnaast was hij van 1812 tot 1819 en van 1831 tot 1833 docent aan het politiek instituut van Zürich, om nadien van 1833 tot 1870 aan de slag te gaan als professor aan de Universiteit van Zürich. Escher werd beschouwd als de meest veelzijdige maar ook de meest eigenzinnige rechtsgeleerden van het kanton Zürich. In 1819 kreeg hij de opdracht een strafwetboek en een wetboek van strafvordering voor het kanton op te stellen. Ook was hij van 1832 tot 1833 en van 1834 tot 1837 redacteur van de Neue Zürcher Zeitung.
Hij huwde tweemaal, een eerste keer in 1813 met Verena Streiff en een tweede keer in 1828 met Elisabetha Haupt, een dochter van de burgemeester van Rüti.

## Werken
- Über die Philosophie des Staatsrechts, mit besonderer Beziehung auf die Haller'sche Restauration, 1821.
- Vier Abhandlungen über Gegenstände der Strafrechtswissenschaft, 1822.
- Kommentar zum zürcherischen Gesetz betreffend die Druckerpresse, 1829.

- Die Lehre von dem strafbaren Betruge und von der Fälschung nach römischem, englischem und französischem Rechte und den neueren deutschen Gesetzgebungen, 1840.
- Die neue Phönixperiode der Staatswissenschaft, 1848.
- Handbuch der praktischen Politik, 2 volumes, 1863-1864.
- Erinnerungen seit mehr als 60 Jahren, 2 volumes, 1866-1867.

## Onderscheidingen
- Doctor honoris causa aan de Universiteit van Zürich (1852)

- Bibsys: 5006388
- Gemeinsame Normdatei: 117512613
- Historisch woordenboek van Zwitserland: 013464
- International Standard Name Identifier: 0000 0000 8396 1181
- Library of Congress Control Number: n2004074868
- Nationale Bibliotheek van Polen: a0000001192273
- Nederlandse Thesaurus van Auteursnamen: 133909468
- Système universitaire de documentation: 243647565
- Virtual International Authority File: 77095484
- WorldCat: E39PBJghqptKfJ6Vf3hdx6qvpP